# Aase Holgersen
Aase Scheltved Holgersen (Copenaghen, 31 maggio 1906 – ...) è stata una schermitrice danese, vincitrice di una medaglia d'oro ai Campionati Internazionali di scherma.